# Bredia biglandularis
Bredia biglandularis là một loài thực vật có hoa trong họ Mua. Loài này được C. Chen mô tả khoa học đầu tiên năm 1984.